# ريتشارد تيلور
ريتشارد تيلور (بالإنجليزية: Richard E. Taylor)‏ هو عالم فيزيائي كندي حاز على جائزة نوبل للفيزياء عام 1990 بالمشلركة مع جيروم فريدمان وهنري كيندال عن تجاربهم في مجال تشتت الإلكترونات العالية الطاقة عند اصطدامها بالبروتونات والنيوترونات . تلك التي أجروها خلال الستينيات من القرن الماضي والتي أدت إلى تأييد نموذج بناء البروتون والنيوترون من كواركات.
ولد ريتشارد تيلور في 2 نوفمبر عام 1929 بمدينة ميسين هات بولاية ألبرتا بكندا. شارك تيلور في الأبحات التي كانت جارية على المعجل الخطي للجسيمات أورزاي بفرنسا كما اشترك عام 1972 في الأبحاث الجارية بمركزالأبحاث الأوروبي CERN بالقرب من جنيف. عمل كأستاذ متقاعد بجامعة ستانفورد حتى وفاته في 22 فبراير 2018.

## روابط خارجية
- ريتشارد تيلور على موقع الموسوعة البريطانية (الإنجليزية)
- ريتشارد تيلور على موقع مونزينجر (الألمانية)
- ريتشارد تيلور على موقع ميوزك برينز (الإنجليزية)
- ريتشارد تيلور على موقع إن إن دي بي (الإنجليزية)